# Malta na Letnich Igrzyskach Olimpijskich 2008
Maltę na Letnich Igrzyskach Olimpijskich 2008 reprezentowało 6 zawodników – 3 mężczyzn i 3 kobiety. Chorążym ekipy podczas ceremonii otwarcia igrzysk była judoczka Marcon Bezzina.
Był to czternasty start reprezentacji Malty na letnich igrzyskach olimpijskich.

## Reprezentanci

### Pływanie
- 100 m stylem dowolnym kobiet:

Madeleine Scerri – czas: 57,97s; 45. miejsce (na 48 zawodniczek) (odpadła w eliminacjach)
- 100 m stylem motylkowym mężczyzn:

Ryan Gambin – czas: 53,70s; 48. miejsce (na 65 zawodników) (odpadł w eliminacjach)

### Lekkoatletyka
- bieg na 100 m kobiet:

Charlene Attard – czas: 12,20s; 6. miejsce w biegu 10 (na 9 zawodniczek) (odpadła w eliminacjach)
- bieg na 200 m mężczyzn:

Nikolai Portelli – czas: 22,31s; 60. miejsce (na 62 zawodników) (odpadł w eliminacjach)

### Judo
- kategoria do 63 kg kobiet:

Marcon Bezzina – w pierwszej walce (1/32 finału) Bezzina zmierzyła się z Kahiną Saidi (Algieria), z którą przegrała. Saidi zaliczyła dwa Waza-Ari, a Maltanka nie zdobyła żadnego punktu.

### Strzelectwo
- podwójny trap (150 strzałów) mężczyzn:

William Chetcuti – wynik: 136+3 punktów; 8. miejsce (na 19 zawodników) (wystąpił w finale)